# هيروفومي هاياشي
هيروفومي هاياشي (باليابانية: 林博史؛ بالكانا: はやし ひろふみ) هو مؤرخ ياباني، ولد في أبريل 1955 في كوبه في اليابان.